# じょうろ

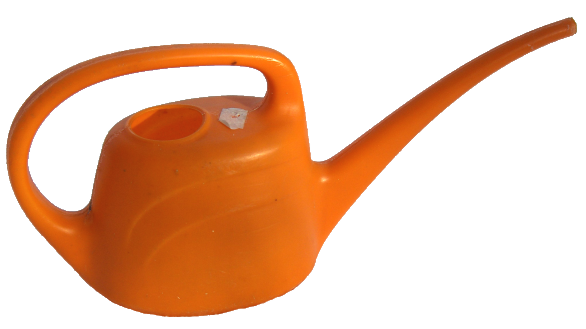
プラスチック製のじょうろ

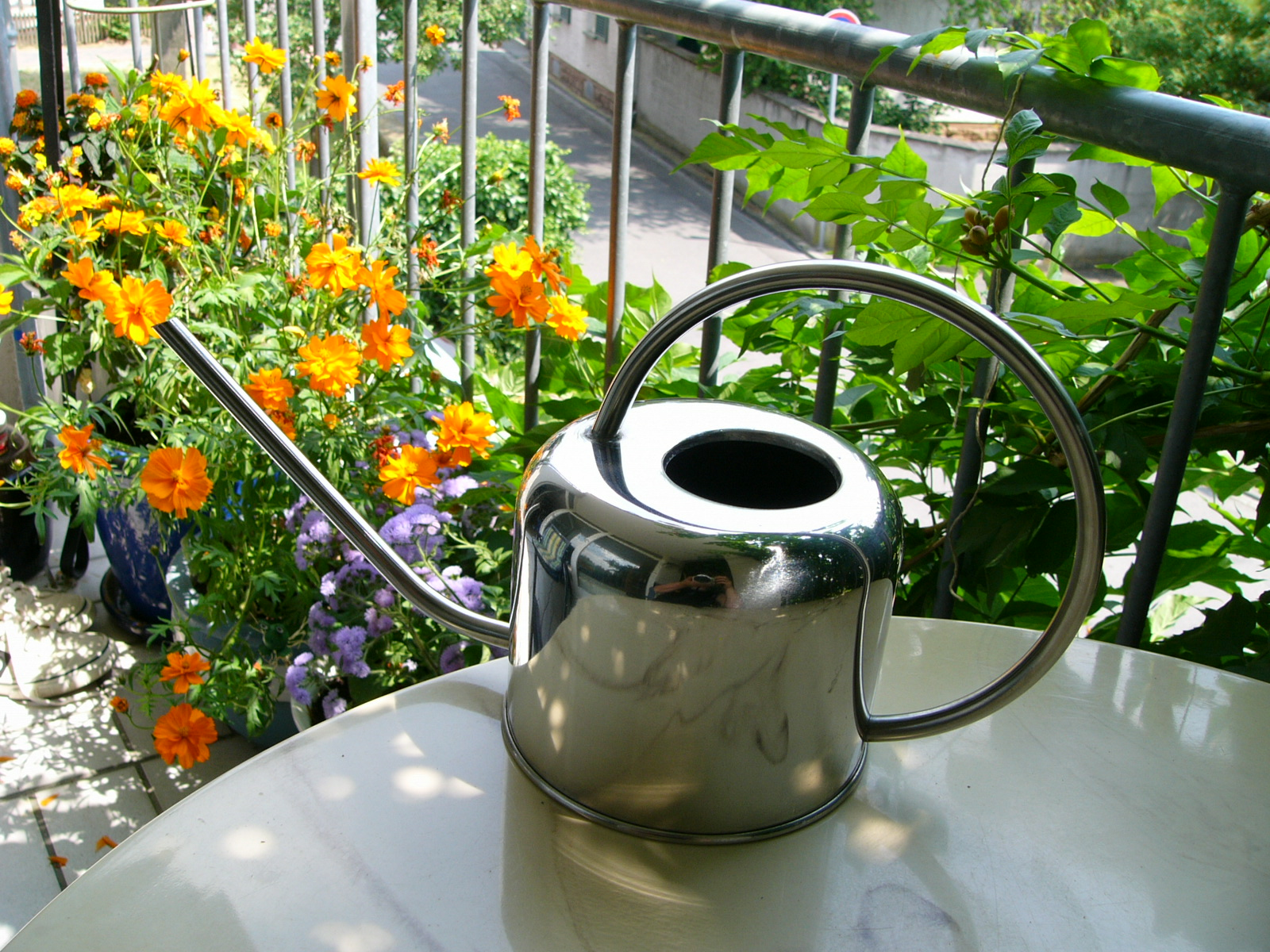
金属製のじょうろ

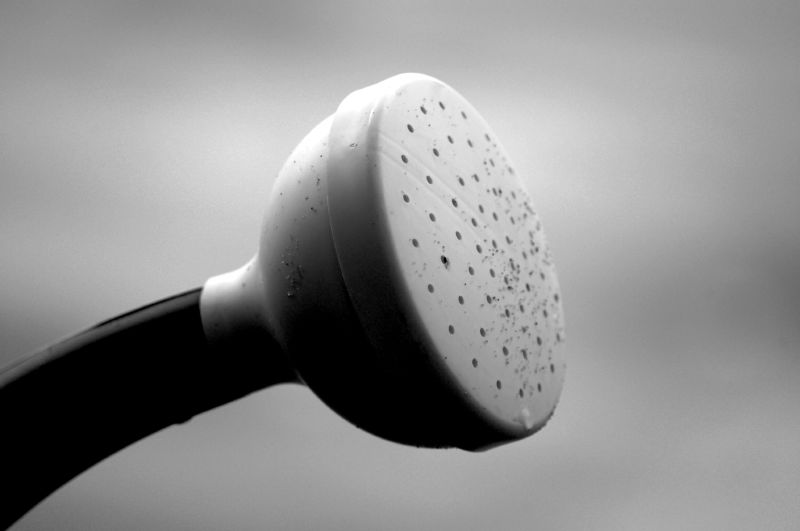
ハス口

じょうろ（英: watering can、ポルトガル語: regador。如雨露とも表記）とは、通常、取っ手と注ぎ口のある持ち運びのできる容器で、植物に水をかけるために用いられる。17世紀にはすでに存在していたとされる。名称はポルトガル語 jorro（水の噴出）の転訛に由来か。
じょうろの容量は0.5リットルから、10リットル程度のものまである。小さいものは家庭内にある植物に、大きいものは庭園などで使う。金属や陶磁器、プラスチック製のものがある。注ぎ口（容器の下側から出ている長い管）の先端にはハス口（蓮口）と呼ばれる、小さな穴のたくさん開いたキャップ状の注ぎ口を取り付けることができる。ハス口は水流を弱めてシャワー状にし、植物や土を傷めることを防ぐために用いる。